# 葉里真央
葉里真央（はさと まお、1983年12月18日 - ）は、日本のアイドル、タレント。

## 人物
富山県出身。血液型O型。趣味・特技は絵画、粘土細工、おもちゃ集め、作詞、作曲。
デビュー当時は、雑誌のグラビアなどで活躍していた。2003年頃からアイドルタレントとして、テレビの深夜番組やDVD、写真集などで活躍。テレビ東京の通販番組「シナモン」では、「シナモンちゃん」の愛称で通販商品の紹介をしていた。
東京都内でオス猫で"自称マネージャー"の「トラジ」（正式名称はマタタビ・ドン・トラジ）と共に暮らしている。「トラジ」の表情が自らのブログで随時、記録されていたが、2014年死没。
毎年8月31日は（8310の語呂合わせから）「葉里の日」と呼ばれ、様々なイベントが催されることがある。
東京の名所で一番気に入っているものは東京タワー。広島東洋カープのファンである。
2015年10月、折原みか、田中かおり、大久保麻衣と共に“三十路アイドルユニット”SOYBEANSを結成。グループでの呼び名は「はりまおりん」。
元ディーディープランニング所属。

## 出演

### イメージビデオ
- aglaia
- スマッシュ
- MONDO GIRLS COLLECTION 葉里真央
- ぽよ
- aglaia（改訂版）
- D.N.A.
- Lorichop

### テレビ
- 秋葉な連中（テレビ東京、終了）
- デジドルファクトリー（テレビ朝日、終了）
- 農ドルちゃん（テレビ大阪、終了）
- シナモン（テレビ東京、終了）
- グラビアの美少女（MONDO21）
- MONDO GIRLSただいま授業中（MONDO21）※2003〜04年にMONDO GIRLSのメンバーだった。
- 有言実行MONDO GIRLS（MONDO21）
- 月刊イジューイン（MONDO21）
- デジ屋台（TBS、ゲスト）
- アリケン（2008年6月26日・7月3日、テレビ東京）
- ソロモン流（2008年7月6日、テレビ東京）
- 出没!アド街ック天国（2008年8月9日、テレビ東京）
- TVチャンピオン2（2008年8月14日、テレビ東京）

### ラジオ
- 志の輔ラジオ 落語DEデート（文化放送、2008年5月25日放送分。CBCラジオは同年6月1日に放送）

### インターネット放送
- アキバ系BBチャンネル・真央とみねぴょんのアイドル最前線（2004年 - 2005年4月）
- ラブネマTV（2007年6月26日 - 2008年1月15日）

### 映画
- 僕の彼女はサイボーグ（写真のみで登場）

### 写真集
- KISS ME TENDER（ISBN 4860210751）

### その他
- 2010東京国際アニメフェア（『夢色パティシエール』の主人公“天野いちご”のコスプレで登場）

## 関連人物
- さとうともみ
- 長尾麻由
- 大葉るか
- ZONE - ラストシングル「笑顔日和」のジャケットモデルを務めた。